# 国家新型工业化综合配套改革试验区

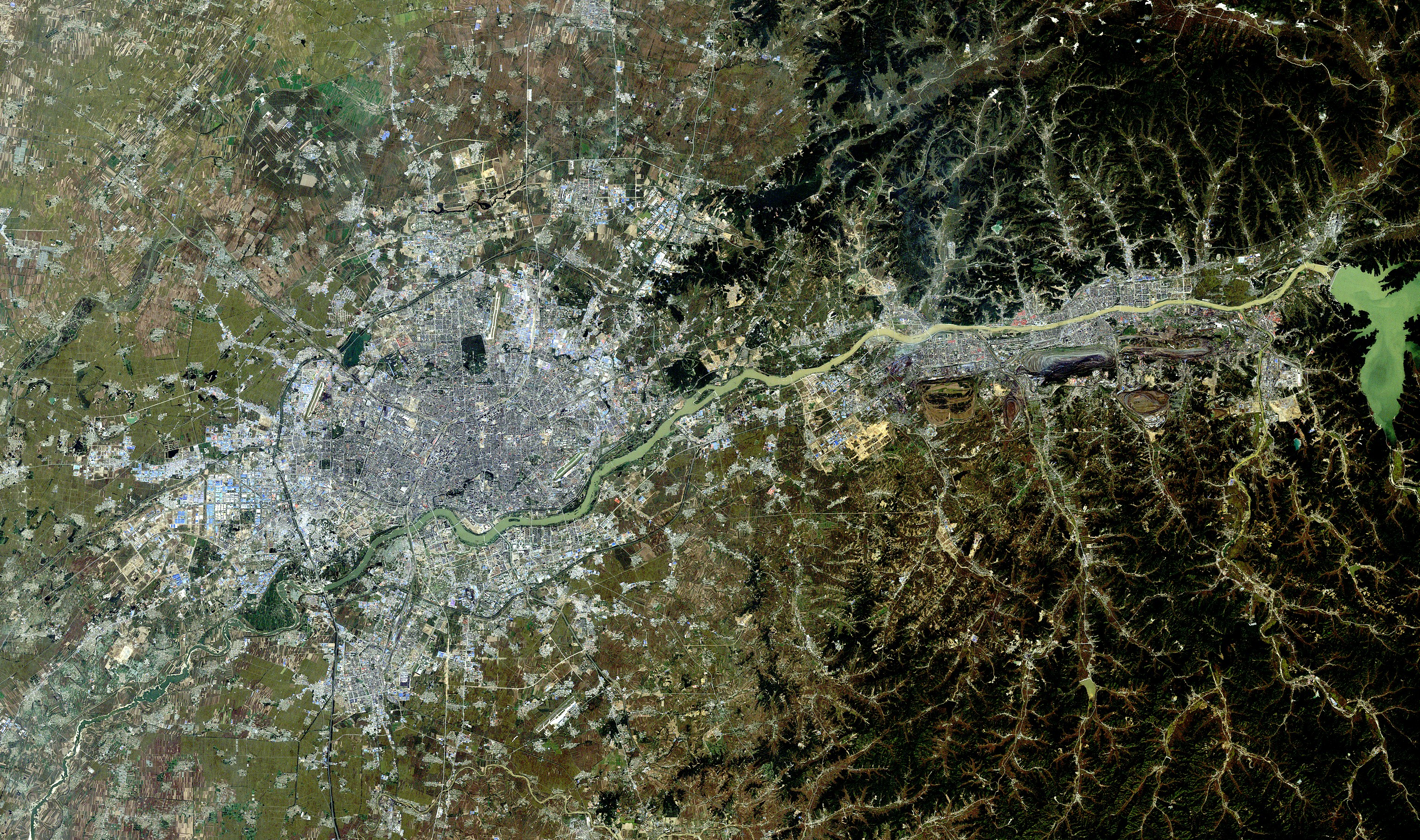
沈阳经济区空照

2010年4月6日，国家发改委正式批复沈阳经济区为"国家新型工业化综合配套改革试验区"，这标志着沈阳经济区成为继上海浦东新区、天津滨海新区、重庆、成都、武汉城市圈、长株潭城市群和深圳等七个地区后，国务院批准设立的第八个国家综合配套改革试验区。
"国家新型工业化综合配套改革试验区"的创新重点是区域发展、企业重组、科技研发和金融创新四个方面，配套推进资源节约、环境保护、城乡统筹、对外开放以及行政管理等体制机制的创新，同时要紧扣走"新型工业化"道路的主题，并为之提供配套措施和支撑平台。